# Zona de Processamento de Exportação
Uma Zona de Processamento de Exportação (ZPE) é uma classe de zona econômica especial. É uma área geográfica onde as mercadorias podem ser importadas, armazenadas, manuseadas, fabricadas ou reconfiguradas e reexportadas sob regulamentação aduaneira específica e geralmente não sujeitas a direitos aduaneiros. As zonas de livre comércio são geralmente organizadas em torno de grandes portos marítimos, aeroportos internacionais e fronteiras nacionais – áreas com muitas vantagens geográficas para o comércio.

## Brasil
Atualmente existem no Brasil 24 Zonas de Processamento de Exportações autorizadas pelo Governo Federal que se encontram em distintas fases pré-operacionais.
ZPEs autorizadas com fundamento na Lei nº 11 508, de 2007:
- ZPE do Acre, em Senador Guiomard - AC
- ZPE de Aracruz, em Aracruz - ES
- ZPE de Bataguassu, em Bataguassu - MS
- ZPE de Barra dos Coqueiros, em Barra dos Coqueiros - SE
- ZPE de Boa Vista, em Boa Vista - RR
- ZPE de Fernandópolis, em Fernandópolis - SP
- ZPE de Macaíba, em Macaíba - RN
- ZPE de Parnaíba, em Parnaíba - PI
- ZPE de Pecém, em São Gonçalo do Amarante - CE
- ZPE do Sertão, em Assu - RN
- ZPE de Suape, em Jaboatão dos Guararapes - PE
- ZPE de Uberaba, em Uberaba - MG

ZPEs autorizadas até 1994:
- ZPE de Araguaína, em Araguaína - TO
- ZPE de Barcarena, em Barcarena - PA
- ZPE de Cáceres, em Cáceres - MT
- ZPE de Corumbá, em Corumbá - MS
- ZPE de Ilhéus, em Ilhéus - BA
- ZPE de Imbituba, em Imbituba - SC
- ZPE de Itaguaí, em Itaguaí - RJ
- ZPE de João Pessoa, em João Pessoa - PB
- ZPE de Rio Grande, em Rio Grande - RS
- ZPE de São Luís, em São Luís - MA
- ZPE de Teófilo Otoni, em Teófilo Otoni - MG
- ZPE de Vila Velha, em Vila Velha - ES